# پنا سن جیووانی
پنا سن جیووانی (به ایتالیایی: Penna San Giovanni) یک کومونه در ایتالیا است که در استان ماچه‌راتا واقع شده‌است.

## خصوصیات
پنا سن جیووانی ۲۸ کیلومترمربع مساحت و ۱٬۱۷۶ نفر جمعیت دارد و ۶۳۰ متر بالاتر از سطح دریا واقع شده‌است.